# Аборты в ЦАР
Аборты в Центральноафриканской Республике запрещены законом, за исключением случаев, когда беременность наступила в результате изнасилования. Согласно общей медицинской практике, медицинская процедура является законной только в том случае, если аборт спасёт жизнь женщины, хотя это напрямую не указано ни в одном законе. Любому, кто сделает аборт, грозит до пяти лет тюрьмы и штраф, а врачи рискуют лишиться медицинских лицензий на срок до пяти лет.

## История
До 2006 года закон Центральноафриканской Республики прямо запрещал аборты. В 2006 году Национальная ассамблея легализовала аборты в случаях изнасилования, поскольку в опустошённой войной стране женщины регулярно сталкивались с сексуальным насилием, изнасилованиями и групповыми изнасилованиями.

### Последствия для здоровья женщин
Женщины с нежелательной беременностью в Центральноафриканской Республике не имеют законного доступа к абортам. Они по-прежнему обращаются за помощью в области репродуктивного здоровья, но «Врачи без границ» говорят, что женщины часто прибегают к услугам, которые не являются стерильными или безопасными с медицинской точки зрения. 
По данным Международной кампании за право женщин на безопасный аборт, «небезопасные аборты являются основной причиной материнской смертности» в ЦАР. Группа добавила, что «одна треть материнской смертности вызвана небезопасными абортами (коэффициент материнской смертности: 882 смерти на 100 000 живорождений). Каждый день шесть женщин умирают в результате беременности или родов».